# Theodor Dassov
Theodor Dassov, také Theodorus Dassovius, Theodor Dassow, (27. února 1648 Hamburg – 6. ledna 1721 Rendsburg) byl německý jazykovědec a protestantský teolog.

## Život
Byl synem hamburského arcidiákona Johannese Dassova (1632–1682) a jeho ženy Gertrudy Uppendorfové. Navštěvoval akademické gymnázium v Hamburku. Od roku 1669 studoval na univerzitě v Giessenu, kde získal titul magistra na filozofické fakultě, a působil zde i jako asistent. Od 7. října 1673 pracoval na Wittenberské univerzitě.
16. dubna 1676 byl jmenován adjunktem filozofické fakulty a 18. března téhož roku obdržel mimořádnou profesuru na oddělení orientálních jazyků. Poté se vydal na studijní cestu do Anglie a Nizozemska. Po návratu do Wittenbergu se stal řádným profesorem poetiky a roku 1690 profesorem orientálních jazyků.
Věnoval se i teologii a roku 1699 přešel na Kielskou univerzitu, kde působil jako profesor teologie a orientálních jazyků. Byl také pastorem, získal doktorát z teologie a zastával několik dalších veřejných funkcí.

## Dílo
- De ingressu in sanctum sanctorum puntificis hebrai summi. Wittenberg 1692
- De suspendio hominis lapidibus obruti, ad Gal III. 13. et Deuter XXI. 22. IB 1694. Wittenberg 1696
- De infantwe Hebraeo liberaliter educato. Wittenberg 1698
- De sepultura animalium Hebraeis usitata. Wittenberg 1697
- De altari exteriori Hierosolymit templi. Wittenberg 1698
- De victimis Hebraeorum gravisis. Wittenberg 1699, 1714
- De imaginibus Hebraearum rerum, quae nostra actate circumferuntur. Kiel 1701
- Ugolini thes. T. IX. Dissidium pontificis romani et hebraei. Kiel 1703
- De Vecca Rufa, ex antiquiate hebraaea speciatimque ex Maimonide, opusculum, quantum con stat, nunquam antea formis exscriptum. Ex Msc. Ed. J. G. W. Dunkel, Lipsko 1557